# Lissanthe pleurandroides
Lissanthe pleurandroides är en ljungväxtart som först beskrevs av Ferdinand von Mueller, och fick sitt nu gällande namn av Crayn och Hislop. Lissanthe pleurandroides ingår i släktet Lissanthe och familjen ljungväxter. Inga underarter finns listade i Catalogue of Life.